# Nena/Konzerte und Tourneen
Dies ist eine Liste aller absolvierten Konzerte und Tourneen der Popmusikerin Nena.

## Konzerte

### Konzerte als Hauptact
| Datum              | Stadt                        | Veranstaltungsort                                           | Land                   | Veranstaltung                             |
| ------------------ | ---------------------------- | ----------------------------------------------------------- | ---------------------- | ----------------------------------------- |
| 26. Mai 1982       | Stuttgart                    | Musicland                                                   | Deutschland            | Nena Tour (1982)                          |
| 27. Mai 1982       | Kirchheim unter Teck         | Pipers Club                                                 | Deutschland            | Nena Tour (1982)                          |
| 28. Mai 1982       | Nieder-Ramstadt              | Steinbruchtheater                                           | Deutschland            | Nena Tour (1982)                          |
| 29. Mai 1982       | Würzburg                     | Aqualung                                                    | Deutschland            | Nena Tour (1982)                          |
| 6. Juni 1982       | Gersdorf                     | Traumfabrik                                                 | Deutschland            | Nena Tour (1982)                          |
| 9. Juni 1982       | Burghausen                   | Steinbruchtheater                                           | Deutschland            | Nena Tour (1982)                          |
| 10. Juni 1982      | Aalen                        | Tenne                                                       | Deutschland            | Nena Tour (1982)                          |
| 11. Juni 1982      | Burghausen                   | Hokuspokus                                                  | Deutschland            | Nena Tour (1982)                          |
| 12. Juni 1982      | Erlensee                     | Hansabühne                                                  | Deutschland            | Nena Tour (1982)                          |
| 14. Dezember 1982  | Hanau                        | Rollerland                                                  | Deutschland            | Nena Tour (1982)                          |
| 7. März 1983       | Bochum                       | Zeche Bochum                                                | Deutschland            | Nena Tour (1983)                          |
| 10. März 1983      | Nürnberg                     | Hemmerleinhalle                                             | Deutschland            | Nena Tour (1983)                          |
| 11. März 1983      | München                      | Rudi-Sedlmayer-Halle                                        | Deutschland            | Nena Tour (1983)                          |
| 12. März 1983      | Augsburg                     | Sporthalle                                                  | Deutschland            | Nena Tour (1983)                          |
| 14. März 1983      | Köln                         | Sporthalle                                                  | Deutschland            | Nena Tour (1983)                          |
| 15. März 1983      | Wiesbaden                    | Rhein-Main-Halle                                            | Deutschland            | Nena Tour (1983)                          |
| 16. März 1983      | Karlsruhe                    | Schwarzwaldhalle                                            | Deutschland            | Nena Tour (1983)                          |
| 17. März 1983      | Koblenz                      | Rhein-Mosel-Halle                                           | Deutschland            | Nena Tour (1983)                          |
| 19. März 1983      | Düsseldorf                   | Philipshalle                                                | Deutschland            | Nena Tour (1983)                          |
| 20. März 1983      | Saarbrücken                  | Saarlandhalle                                               | Deutschland            | Nena Tour (1983)                          |
| 21. März 1983      | Offenbach                    | Stadthalle Offenbach                                        | Deutschland            | Nena Tour (1983)                          |
| 22. März 1983      | Heidelberg                   | Rhein-Neckar-Halle                                          | Deutschland            | Nena Tour (1983)                          |
| 24. März 1983      | Freiburg                     | Stadthalle Freiburg                                         | Deutschland            | Nena Tour (1983)                          |
| 25. März 1983      | Stuttgart                    | Messehalle                                                  | Deutschland            | Nena Tour (1983)                          |
| 26. März 1983      | Würzburg                     | Carl-Diem-Halle                                             | Deutschland            | Nena Tour (1983)                          |
| 28. März 1983      | Dortmund                     | Westfalenhalle                                              | Deutschland            | Nena Tour (1983)                          |
| 29. März 1983      | Bremen                       | Stadthalle                                                  | Deutschland            | Nena Tour (1983)                          |
| 30. März 1983      | Hannover                     | Niedersachsenhalle                                          | Deutschland            | Nena Tour (1983)                          |
| 14. Mai 1983       | Dortmund                     | Westfalenhalle                                              | Deutschland            | Nena Tour (1983)                          |
| 21. Mai 1983       | Mannheim                     | Rhein-Neckar-Stadion                                        | Deutschland            | Nena Tour (1983)                          |
| 22. Mai 1983       | Würzburg                     | Messegelände                                                | Deutschland            | Nena Tour (1983)                          |
| 23. Mai 1983       | Geleen                       | Pink Pop Festival                                           | Niederlande            | Nena Tour (1983)                          |
| 24. Mai 1983       | Wien                         | Wiener Stadthalle                                           | Österreich             | Nena Tour (1983)                          |
| 1. Juni 1983       | Bern                         | Kursaal                                                     | Schweiz                | Nena Tour (1983)                          |
| 2. Juni 1983       | Zürich                       | Volkshaus                                                   | Schweiz                | Nena Tour (1983)                          |
| 3. Juni 1983       | Basel                        | St. Jakobshalle                                             | Schweiz                | Nena Tour (1983)                          |
| 4. Juni 1983       | Luzern                       | Kunsthaus                                                   | Schweiz                | Nena Tour (1983)                          |
| 5. Juni 1983       | Zürich                       | Volkshaus                                                   | Schweiz                | Nena Tour (1983)                          |
| 6. Juni 1983       | Frauenfeld                   | Casino                                                      | Schweiz                | Nena Tour (1983)                          |
| 27. August 1983    | Gießen                       | Waldstadion                                                 | Deutschland            | Nena Tour (1983)                          |
| 28. August 1983    | Böblingen                    |                                                             | Deutschland            | Nena Tour (1983)                          |
| 14. März 1984      | Kaiserslautern               | Barbarossahalle                                             | Deutschland            | Fragezeichen Tour                         |
| 16. März 1984      | Wien                         | Stadthalle                                                  | Österreich             | Fragezeichen Tour                         |
| 17. März 1984      | Wien                         | Stadthalle                                                  | Österreich             | Fragezeichen Tour                         |
| 18. März 1984      | Linz                         | Linzer Sporthalle                                           | Österreich             | Fragezeichen Tour                         |
| 22. März 1984      | Siegen                       | Siegerlandhalle                                             | Deutschland            | Fragezeichen Tour                         |
| 23. März 1984      | Kiel                         | Ostseehalle                                                 | Deutschland            | Fragezeichen Tour                         |
| 24. März 1984      | Bremen                       | Stadthalle                                                  | Deutschland            | Fragezeichen Tour                         |
| 25. März 1984      | Hannover                     | Eilenriedehalle                                             | Deutschland            | Fragezeichen Tour                         |
| 26. März 1984      | Hamburg                      | Alsterdorfer Sporthalle                                     | Deutschland            | Fragezeichen Tour                         |
| 27. März 1984      | Düsseldorf                   | Philipshalle                                                | Deutschland            | Fragezeichen Tour                         |
| 27. März 1984      | Amsterdam                    | Jaap Edenhal                                                | Niederlande            | Fragezeichen Tour                         |
| 29. März 1984      | Münster                      | Halle Münsterland                                           | Deutschland            | Fragezeichen Tour                         |
| 31. März 1984      | Köln                         | Sporthalle                                                  | Deutschland            | Fragezeichen Tour                         |
| 1. April 1984      | Kassel                       | Eissporthalle                                               | Deutschland            | Fragezeichen Tour                         |
| 2. April 1984      | Offenbach                    | Stadthalle Offenbach                                        | Deutschland            | Fragezeichen Tour                         |
| 3. April 1984      | Heidelberg                   | Rhein-Neckar-Halle                                          | Deutschland            | Fragezeichen Tour                         |
| 4. April 1984      | Nürnberg                     | Hemmerleinhalle                                             | Deutschland            | Fragezeichen Tour                         |
| 5. April 1984      | München                      | Olympiahalle                                                | Deutschland            | Fragezeichen Tour                         |
| 6. April 1984      | Kempten                      | Eissporthalle                                               | Deutschland            | Fragezeichen Tour                         |
| 9. April 1984      | Ravensburg                   | Oberschwabenhalle                                           | Deutschland            | Fragezeichen Tour                         |
| 10. April 1984     | Freiburg                     | Stadthalle                                                  | Deutschland            | Fragezeichen Tour                         |
| 11. April 1984     | Stuttgart                    | Hanns-Martin-Schleyer-Halle                                 | Deutschland            | Fragezeichen Tour                         |
| 12. April 1984     | Offenbach                    | Stadthalle Offenbach                                        | Deutschland            | Fragezeichen Tour                         |
| 13. April 1984     | Dauphtetal                   | Hinterlandhalle                                             | Deutschland            | Fragezeichen Tour                         |
| 14. April 1984     | Osnabrück                    | Stadthalle Osnabrück                                        | Deutschland            | Fragezeichen Tour                         |
| 15. April 1984     | Wolfsburg                    | Stadthalle                                                  | Deutschland            | Fragezeichen Tour                         |
| 16. April 1984     | Berlin                       | Eissporthalle                                               | Deutschland            | Fragezeichen Tour                         |
| 23. April 1984     | Kopenhagen                   | Saga Konzerthalle                                           | Dänemark               | Fragezeichen Tour                         |
| 24. April 1984     | Kopenhagen                   | Falkoner Teatret                                            | Dänemark               | Fragezeichen Tour                         |
| 25. April 1984     | Stockholm/Draken             | Fridhemsplan                                                | Schweden               | Fragezeichen Tour                         |
| 28. April 1984     | Aarhus                       | Veylby-Risskov Hallen                                       | Dänemark               | Fragezeichen Tour                         |
| 29. April 1984     | Stockholm                    | Tivol                                                       | Schweden               | Fragezeichen Tour                         |
| 2. Mai 1984        | Birmingham                   | Veylby-Risskov Hallen                                       | Vereinigtes Königreich | Fragezeichen Tour                         |
| 3. Mai 1984        | London                       | Drury Lane Theatre                                          | Vereinigtes Königreich | Fragezeichen Tour                         |
| 5. Mai 1984        | Birmingham                   | BBC Konzert „Sight & Sound“                                 | Vereinigtes Königreich | Fragezeichen Tour                         |
| 8. Mai 1984        | Paris                        | Casino de Paris                                             | Frankreich             | Fragezeichen Tour                         |
| 12. Mai 1984       | Nürburgring                  | Open Air                                                    | Deutschland            | Fragezeichen Tour                         |
| 19. Mai 1984       | Berlin                       | Olympiastadion Berlin                                       | Deutschland            | Fragezeichen Tour                         |
| 6. Oktober 1984    | Tokio                        | Shibuya Public Hall                                         | Japan                  | Fragezeichen Tour                         |
| 7. Oktober 1984    | Nagoya                       | Seto City Cultural Center                                   | Japan                  | Fragezeichen Tour                         |
| 8. Oktober 1984    | Osaka                        | Welfare Pension Hall                                        | Japan                  | Fragezeichen Tour                         |
| 9. Oktober 1984    | Tokio                        | Kaikan Hall                                                 | Japan                  | Fragezeichen Tour                         |
| 10. Oktober 1984   | Tokio                        | NHK Hall                                                    | Japan                  | Fragezeichen Tour                         |
| 11. Oktober 1984   | Tokio                        | Kaikan Hall                                                 | Japan                  | Fragezeichen Tour                         |
| 12. Oktober 1984   | Tokio                        | Shibuya Public Hall                                         | Japan                  | Fragezeichen Tour                         |
| 12. September 1985 | Dortmund                     | Westfalenhalle                                              | Deutschland            | Feuer und Flamme Tour 1985                |
| 13. September 1985 | Bremerhaven                  | Stadthalle                                                  | Deutschland            | Feuer und Flamme Tour 1985                |
| 14. September 1985 | Hamburg                      | Alsterdorfer Sporthalle                                     | Deutschland            | Feuer und Flamme Tour 1985                |
| 16. September 1985 | Saarbrücken                  | Saarlandhalle                                               | Deutschland            | Feuer und Flamme Tour 1985                |
| 17. September 1985 | Mannheim                     | Rosengarten                                                 | Deutschland            | Feuer und Flamme Tour 1985                |
| 20. September 1985 | Würzburg                     | Carl-Diem-Halle                                             | Deutschland            | Feuer und Flamme Tour 1985                |
| 21. September 1985 | Nürnberg                     | Hemmerleinhalle                                             | Deutschland            | Feuer und Flamme Tour 1985                |
| 22. September 1985 | Salzburg                     |                                                             | Österreich             | Feuer und Flamme Tour 1985                |
| 24. September 1985 | Berlin                       | Deutschlandhalle                                            | Deutschland            | Feuer und Flamme Tour 1985                |
| 25. September 1985 | Kiel                         | Ostseehalle                                                 | Deutschland            | Feuer und Flamme Tour 1985                |
| 26. September 1985 | Hannover                     | Eilenriedehalle                                             | Deutschland            | Feuer und Flamme Tour 1985                |
| 27. September 1985 | Münster                      | Halle Münsterland                                           | Deutschland            | Feuer und Flamme Tour 1985                |
| 28. September 1985 | Frankfurt am Main            | Festhalle                                                   | Deutschland            | Feuer und Flamme Tour 1985                |
| 29. September 1985 | Basel                        | St. Jakobshalle                                             | Schweiz                | Feuer und Flamme Tour 1985                |
| 1. Oktober 1985    | München                      | Olympiahalle                                                | Deutschland            | Feuer und Flamme Tour 1985                |
| 3. Oktober 1985    | Wien                         | Stadthalle                                                  | Österreich             | Feuer und Flamme Tour 1985                |
| 4. Oktober 1985    | Budapest                     |                                                             | Ungarn                 | Feuer und Flamme Tour 1985                |
| 6. Oktober 1985    | Zürich                       | Hallenstadion                                               | Schweiz                | Feuer und Flamme Tour 1985                |
| 9. Oktober 1985    | Köln                         | Sporthalle                                                  | Deutschland            | Feuer und Flamme Tour 1985                |
| 10. Oktober 1985   | Kassel                       | Eissporthalle                                               | Deutschland            | Feuer und Flamme Tour 1985                |
| 11. Oktober 1985   | Kopenhagen                   |                                                             | Dänemark               | Feuer und Flamme Tour 1985                |
| 12. Oktober 1985   | Herning                      |                                                             | Dänemark               | Feuer und Flamme Tour 1985                |
| 14. Oktober 1985   | Oslo                         |                                                             | Norwegen               | Feuer und Flamme Tour 1985                |
| 16. Oktober 1985   | Helsinki                     |                                                             | Finnland               | Feuer und Flamme Tour 1985                |
| 18. Oktober 1985   | Stockholm                    |                                                             | Schweden               | Feuer und Flamme Tour 1985                |
| 19. Oktober 1985   | Göteborg                     |                                                             | Schweden               | Feuer und Flamme Tour 1985                |
| 13. November 1985  | Tokio                        | Sun Plaza Hall                                              | Japan                  | Feuer und Flamme Tour 1985                |
| 14. November 1985  | Tokio                        | Sun Plaza Hall                                              | Japan                  | Feuer und Flamme Tour 1985                |
| 16. November 1985  | Tokio                        | Shibuya Public Hall                                         | Japan                  | Feuer und Flamme Tour 1985                |
| 18. November 1985  | Osaka                        | Festival Hall                                               | Japan                  | Feuer und Flamme Tour 1985                |
| 20. November 1985  | Nagoya                       | Aichi Pension Hall                                          | Japan                  | Feuer und Flamme Tour 1985                |
| 3. März 1993       | Cloppenburg                  | Stadthalle Cloppenburg                                      | Deutschland            | Bongo Girl Tour 1993/1994                 |
| 4. März 1993       | Bielefeld                    | PC 69                                                       | Deutschland            | Bongo Girl Tour 1993/1994                 |
| 5. März 1993       | Braunschweig                 | Stadthalle Braunschweig                                     | Deutschland            | Bongo Girl Tour 1993/1994                 |
| 6. März 1993       | Beverungen                   | Stadthalle Beverungen                                       | Deutschland            | Bongo Girl Tour 1993/1994                 |
| 16. März 1993      | Köln                         | E-Werk                                                      | Deutschland            | Bongo Girl Tour 1993/1994                 |
| 17. März 1993      | Borken                       | Stadthalle Borken                                           | Deutschland            | Bongo Girl Tour 1993/1994                 |
| 18. März 1993      | Berlin                       | Huxleys Neue Welt                                           | Deutschland            | Bongo Girl Tour 1993/1994                 |
| 20. März 1993      | Chemnitz                     | Haus Einheit                                                | Deutschland            | Bongo Girl Tour 1993/1994                 |
| 21. März 1993      | Stuttgart                    | Theaterhaus                                                 | Deutschland            | Bongo Girl Tour 1993/1994                 |
| 22. März 1993      | Halle (Saale)                | Shorre                                                      | Deutschland            | Bongo Girl Tour 1993/1994                 |
| 24. März 1993      | Hamburg                      | Docks                                                       | Deutschland            | Bongo Girl Tour 1993/1994                 |
| 25. März 1993      | Hannover                     | Capitol                                                     | Deutschland            | Bongo Girl Tour 1993/1994                 |
| 26. März 1993      | Hagen                        | Sporthalle                                                  | Deutschland            | Bongo Girl Tour 1993/1994                 |
| 28. März 1993      | Mannheim                     | Rosengarten, Musensaal                                      | Deutschland            | Bongo Girl Tour 1993/1994                 |
| 30. März 1993      | Neu-Isenburg                 | Hugenottenhalle                                             | Deutschland            | Bongo Girl Tour 1993/1994                 |
| 31. März 1993      | Bad Staffelstein             | Adam-Riese-Halle                                            | Deutschland            | Bongo Girl Tour 1993/1994                 |
| 1. April 1993      | München                      | Terminal 1                                                  | Deutschland            | Bongo Girl Tour 1993/1994                 |
| 20. Juni 1993      | Kiel                         | Rathausmarkt                                                | Deutschland            | Bongo Girl Tour 1993/1994                 |
| 3. Juli 1993       | Trier                        | Messepark Trier                                             | Deutschland            | Bongo Girl Tour 1993/1994                 |
| 4. September 1993  | Albstadt                     | Zollernalbhalle                                             | Deutschland            | Bongo Girl Tour 1993/1994                 |
| 7. September 1993  | Ehelen                       | Sportplatz                                                  | Deutschland            | Bongo Girl Tour 1993/1994                 |
| 18. September 1994 | Berlin                       | Reichstagsplatz                                             | Deutschland            | Bongo Girl Tour 1993/1994                 |
| 26. September 1997 | Werlte                       | E-Werk                                                      | Deutschland            | Jamma nich Tour 1997                      |
| 27. September 1997 | Görlitz                      | Open Air                                                    | Deutschland            | Jamma nich Tour 1997                      |
| 2. Oktober 1997    | Hannover                     | Capitol                                                     | Deutschland            | Jamma nich Tour 1997                      |
| 3. Oktober 1997    | Magdeburg                    | AMO                                                         | Deutschland            | Jamma nich Tour 1997                      |
| 4. Oktober 1997    | Freiberg                     | Trivoli                                                     | Deutschland            | Jamma nich Tour 1997                      |
| 5. Oktober 1997    | Chemnitz                     | Kraftwerk                                                   | Deutschland            | Jamma nich Tour 1997                      |
| 7. Oktober 1997    | Filderstadt                  | Filharmonie                                                 | Deutschland            | Jamma nich Tour 1997                      |
| 8. Oktober 1997    | München                      | Colloseum                                                   | Deutschland            | Jamma nich Tour 1997                      |
| 10. Oktober 1997   | Köln                         | E-Werk                                                      | Deutschland            | Jamma nich Tour 1997                      |
| 11. Oktober 1997   | Hamburg                      | Große Freiheit 36                                           | Deutschland            | Jamma nich Tour 1997                      |
| 12. Oktober 1997   | Berlin                       | Huxleys Neue Welt                                           | Deutschland            | Jamma nich Tour 1997                      |
| 14. Oktober 1997   | Gera                         | Kultur- & Kongresszentrum                                   | Deutschland            | Jamma nich Tour 1997                      |
| 15. Oktober 1997   | Neu-Isenburg                 | Hugenottenhalle                                             | Deutschland            | Jamma nich Tour 1997                      |
| 15. Oktober 1997   | Osterode am Harz             | Stadthalle Osterode                                         | Deutschland            | Jamma nich Tour 1997                      |
| 18. November 1997  | Rostock                      | Stadthalle Rostock                                          | Deutschland            | Jamma nich Tour 1997                      |
| 1. Juli 1998       | Hamburg                      | Grünspan                                                    | Deutschland            | Tour 1998                                 |
| 15. Juli 1998      | Frankfurt am Main            | Agora-Gelände                                               | Deutschland            | Tour 1998                                 |
| 24. Juli 1998      | Dieburg                      | Schlossgartenfest                                           | Deutschland            | Tour 1998                                 |
| 25. Juli 1998      | Mannheim                     | Maimarkt-Gelände                                            | Deutschland            | Tour 1998                                 |
| 29. Juli 1998      | Saarbrücken                  |                                                             | Deutschland            | Tour 1998                                 |
| 31. Juli 1998      | Fürstenberg/Havel            | Wasserfest                                                  | Deutschland            | Tour 1998                                 |
| 5. August 1998     | Lahr                         | Flugplatz                                                   | Deutschland            | Tour 1998                                 |
| 7. August 1998     | Wolfen                       | Veranstaltungsinsel Fuhneaue                                | Deutschland            | Tour 1998                                 |
| 8. August 1998     | Lich                         | Sportzentrum Fasanerie                                      | Deutschland            | Tour 1998                                 |
| 8. August 1998     | Gladbeck                     | Freibad                                                     | Deutschland            | Tour 1998                                 |
| 13. August 1998    | Köln                         | Popkomm – WOM-Dach                                          | Deutschland            | Tour 1998                                 |
| 14. August 1998    | Kamenz                       | Hutbergbühne                                                | Deutschland            | Tour 1998                                 |
| 15. August 1998    | Koblenz                      | Eissporthalle                                               | Deutschland            | Tour 1998                                 |
| 15. August 1998    | Crimmitschau                 | Eissporthalle                                               | Deutschland            | Tour 1998                                 |
| 29. August 1998    | Erfurt                       |                                                             | Deutschland            | Tour 1998                                 |
| 30. August 1998    | Lüdenscheid                  | Festival                                                    | Deutschland            | Tour 1998                                 |
| 3. März 1999       | Hamburg                      | Große Freiheit 36                                           | Deutschland            | Tour 1999                                 |
| 4. März 1999       | Bremen                       | Aladin Music Hall                                           | Deutschland            | Tour 1999                                 |
| 5. März 1999       | Hildesheim                   | Sporthalle                                                  | Deutschland            | Tour 1999                                 |
| 6. März 1999       | Delbrück                     | Stadthalle Delbrück                                         | Deutschland            | Tour 1999                                 |
| 8. März 1999       | Berlin                       | Columbiahalle                                               | Deutschland            | Tour 1999                                 |
| 9. März 1999       | Cottbus                      | Stadthalle Cottbus                                          | Deutschland            | Tour 1999                                 |
| 11. März 1999      | Kiel                         | Max                                                         | Deutschland            | Tour 1999                                 |
| 12. März 1999      | Hagen                        | Berlet Halle                                                | Deutschland            | Tour 1999                                 |
| 13. März 1999      | Köln                         | E-Werk                                                      | Deutschland            | Tour 1999                                 |
| 14. März 1999      | Nürnberg                     | Forum                                                       | Deutschland            | Tour 1999                                 |
| 16. März 1999      | Basel                        | Z7 Konzertfabrik                                            | Schweiz                | Tour 1999                                 |
| 17. März 1999      | Mainz                        | Eltzer Hof                                                  | Deutschland            | Tour 1999                                 |
| 18. März 1999      | Ludwigsburg                  | Forum                                                       | Deutschland            | Tour 1999                                 |
| 19. März 1999      | Illingen                     | Illtalhalle                                                 | Deutschland            | Tour 1999                                 |
| 20. März 1999      | Karlsruhe                    | Festhalle Durlach                                           | Deutschland            | Tour 1999                                 |
| 22. März 1999      | Aschaffenburg                | Colossaal                                                   | Deutschland            | Tour 1999                                 |
| 23. März 1999      | Koblenz                      |                                                             | Deutschland            | Tour 1999                                 |
| 25. März 1999      | Wien                         | Planet Music                                                | Österreich             | Tour 1999                                 |
| 26. März 1999      | Graz                         | Orpheum                                                     | Österreich             | Tour 1999                                 |
| 30. April 1999     | Bonn                         | Rhein in Flammen                                            | Deutschland            | Tour 1999                                 |
| 1. Mai 1999        | Bremen                       | Rock gegen Rechts                                           | Deutschland            | Tour 1999                                 |
| 13. Mai 1999       | Wallsbüll                    | Festival                                                    | Deutschland            | Tour 1999                                 |
| 14. Mai 1999       | Emmen                        | Open Air                                                    | Niederlande            | Tour 1999                                 |
| 15. Mai 1999       | Bad Kreuznach                | Festzelt                                                    | Deutschland            | Tour 1999                                 |
| 24. Mai 1999       | Salzwedel                    | Kulturhaus                                                  | Deutschland            | Tour 1999                                 |
| 28. Mai 1999       | Osburg                       | Zelt                                                        | Deutschland            | Tour 1999                                 |
| 29. Mai 1999       | Zwickau                      | Bring the Family                                            | Deutschland            | Tour 1999                                 |
| 4. Juni 1999       | Herford                      | Fun Factory                                                 | Deutschland            | Tour 1999                                 |
| 5. Juni 1999       | Erfurt                       | Stadion                                                     | Deutschland            | Tour 1999                                 |
| 6. Juni 1999       | Chemnitz                     | Stadion                                                     | Deutschland            | Tour 1999                                 |
| 12. Juni 1999      | Berlin                       | Parkbühne                                                   | Deutschland            | Tour 1999                                 |
| 13. Juni 1999      | Rostock                      | Kastanienplatz                                              | Deutschland            | Tour 1999                                 |
| 14. Juni 1999      | Palermo                      | Clubschiff AIDA                                             | Spanien                | Tour 1999                                 |
| 19. Juni 1999      | Nürnberg                     | Serenadenhof                                                | Deutschland            | Tour 1999                                 |
| 20. Juni 1999      | Kiel                         | Kieler Woche                                                | Deutschland            | Tour 1999                                 |
| 21. Juni 1999      | München                      | Tollwood-Festival                                           | Deutschland            | Tour 1999                                 |
| 24. Juni 1999      | Nordhausen                   | Open Air                                                    | Deutschland            | Tour 1999                                 |
| 25. Juni 1999      | Georgsmarienhütte            | Waldbühne Kloster Oesede                                    | Deutschland            | Tour 1999                                 |
| 26. Juni 1999      | Bad Salzuflen                | Schlosspark Schötma                                         | Deutschland            | Tour 1999                                 |
| 31. Juli 1999      | Karlsruhe                    | Günther-Klotz Anlage                                        | Deutschland            | Tour 1999                                 |
| 1. August 1999     | Triptis                      | Open Air                                                    | Deutschland            | Tour 1999                                 |
| 5. August 1999     | Esslingen am Neckar          | Festzelt                                                    | Deutschland            | Tour 1999                                 |
| 6. August 1999     | Freiburg                     | Burggarten                                                  | Deutschland            | Tour 1999                                 |
| 7. August 1999     | Köln                         | Privatveranstaltung                                         | Deutschland            | Tour 1999                                 |
| 14. August 1999    | Viernheim                    | Privatveranstaltung                                         | Deutschland            | Tour 1999                                 |
| 15. August 1999    | Jever                        | Stadion Festival                                            | Deutschland            | Tour 1999                                 |
| 20. August 1999    | Würselen                     | Freilichtbühne                                              | Deutschland            | Tour 1999                                 |
| 20. August 1999    | Hamburg                      |                                                             | Deutschland            | Tour 1999                                 |
| 21. August 1999    | Wolfsburg                    |                                                             | Deutschland            | Tour 1999                                 |
| 26. August 1999    | Rottweil                     |                                                             | Deutschland            | Tour 1999                                 |
| 28. August 1999    | Potsdam                      |                                                             | Deutschland            | Tour 1999                                 |
| 29. August 1999    | Stavenhagen                  |                                                             | Deutschland            | Tour 1999                                 |
| 3. September 1999  | Herford                      | Kick                                                        | Deutschland            | Tour 1999                                 |
| 17. März 2000      | Luzern                       | KKL                                                         | Schweiz                | Tour 2000                                 |
| 9. Juni 2000       | Unterschleißheim             | Bürgerhaus                                                  | Deutschland            | Tour 2000                                 |
| 10. Juni 2000      | Karlsdorf-Neuthard           | Altenbürgerhalle                                            | Deutschland            | Tour 2000                                 |
| 11. Juni 2000      | Pratteln                     | Z7 Konzertfabrik                                            | Schweiz                | Tour 2000                                 |
| 12. Juni 2000      | Kassel                       | Königsplatz                                                 | Deutschland            | Tour 2000                                 |
| 14. Juni 2000      | Würzburg                     | Capitol                                                     | Deutschland            | Tour 2000                                 |
| 16. Juni 2000      | Sonnenberg-Winnenberg        | Open Air                                                    | Deutschland            | Tour 2000                                 |
| 17. Juni 2000      | Morbach                      | Baldenauhalle                                               | Deutschland            | Tour 2000                                 |
| 18. Juni 2000      | Bad Kreuznach                | Open Air                                                    | Deutschland            | Tour 2000                                 |
| 22. Juni 2000      | Wien                         | Donauinsel                                                  | Österreich             | Tour 2000                                 |
| 23. Juni 2000      | Bollstedt                    | Open Air                                                    | Deutschland            | Tour 2000                                 |
| 24. Juni 2000      | Hannover                     | Happy Family                                                | Deutschland            | Tour 2000                                 |
| 25. Juni 2000      | Reuterstadt                  | Open Air                                                    | Deutschland            | Tour 2000                                 |
| 8. Juli 2000       | St. Gilgen                   | Herziline Party                                             | Österreich             | Tour 2000                                 |
| 23. Juli 2000      | Wittstock/Dosse              | Freilichtbühne                                              | Deutschland            | Tour 2000                                 |
| 23. Juli 2000      | Magdeburg                    | Freilichtbühne                                              | Deutschland            | Tour 2000                                 |
| 29. Juli 2000      | Karlsruhe                    | Open Air                                                    | Deutschland            | Tour 2000                                 |
| 30. Juli 2000      | Scheyern                     | Open Air                                                    | Deutschland            | Tour 2000                                 |
| 5. August 2000     | Mainz                        | Rheinland-Pfalz-Takt                                        | Deutschland            | Tour 2000                                 |
| 19. August 2000    | Eisenhüttenstadt             | EKO Stahl Werkgelände                                       | Deutschland            | Tour 2000                                 |
| 30. September 2000 | Potsdam                      | Vulkan                                                      | Deutschland            | Tour 2000                                 |
| 1. Oktober 2000    | Hannover                     | Expo-Plaza                                                  | Deutschland            | Tour 2000                                 |
| 4. Februar 2001    | Wolfsburg                    | Autostadt                                                   | Deutschland            | Tour 2001                                 |
| 5. Februar 2001    | Dresden                      | Mehrzweckhalle                                              | Deutschland            | Tour 2001                                 |
| 8. Februar 2001    | Rostock                      |                                                             | Deutschland            | Tour 2001                                 |
| 10. Februar 2001   | Berlin                       | Velodrom                                                    | Deutschland            | Tour 2001                                 |
| 15. Februar 2001   | Nürnberg                     | Arena                                                       | Deutschland            | Tour 2001                                 |
| 15. April 2001     | Ischgl                       | Idalp                                                       | Österreich             | Tour 2001                                 |
| 13. Mai 2001       | Lübeck                       | Musik- und Kongresshalle                                    | Deutschland            | Tour 2001                                 |
| 25. Mai 2001       | Münster                      | Open Air                                                    | Deutschland            | Tour 2001                                 |
| 15. Juni 2001      | Frankfurt am Main            | Opernplatz                                                  | Deutschland            | Tour 2001                                 |
| 16. Juni 2001      | Hamm                         | Bahnhofvorplatz                                             | Deutschland            | Tour 2001                                 |
| 17. Juni 2001      | Nienburg/Weser               | Stadtpark                                                   | Deutschland            | Tour 2001                                 |
| 13. Juli 2001      | Regensburg                   | Bundesgartenschau                                           | Deutschland            | Tour 2001                                 |
| 14. Juli 2001      | Potsdam                      | Festwiese                                                   | Deutschland            | Tour 2001                                 |
| 25. August 2001    | Gelsenkirchen                | Arena AufSchalke                                            | Deutschland            | Tour 2001                                 |
| 14. Oktober 2001   | Hamburg                      | Fabrik                                                      | Deutschland            | Chokmah 2001/2002                         |
| 16. Oktober 2001   | Köln                         | Live Music Hall                                             | Deutschland            | Chokmah 2001/2002                         |
| 29. November 2001  | Leipzig                      | Haus Auensee                                                | Deutschland            | Chokmah 2001/2002                         |
| 22. Dezember 2001  | Hamburg                      | Große Freiheit 36                                           | Deutschland            | Chokmah 2001/2002                         |
| 9. April 2002      | Hamm                         | Maximilianpark                                              | Deutschland            | Chokmah 2001/2002                         |
| 10. April 2002     | Hamburg                      | Große Freiheit 36                                           | Deutschland            | Chokmah 2001/2002                         |
| 11. April 2002     | Rostock                      | Stadthalle Rostock                                          | Deutschland            | Chokmah 2001/2002                         |
| 12. April 2002     | Leipzig                      | Haus Auensee                                                | Deutschland            | Chokmah 2001/2002                         |
| 13. April 2002     | Bremen                       | Pier 2                                                      | Deutschland            | Chokmah 2001/2002                         |
| 15. April 2002     | Köln                         | E-Werk                                                      | Deutschland            | Chokmah 2001/2002                         |
| 16. April 2002     | Dresden                      | Schlachthof                                                 | Deutschland            | Chokmah 2001/2002                         |
| 17. April 2002     | Nürnberg                     | Löwensaal                                                   | Deutschland            | Chokmah 2001/2002                         |
| 18. April 2002     | Berlin                       | Columbiahalle                                               | Deutschland            | Chokmah 2001/2002                         |
| 19. April 2002     | Vacha                        | Vachwerkhalle                                               | Deutschland            | Chokmah 2001/2002                         |
| 20. April 2002     | Vacha                        | Vachwerkhalle                                               | Deutschland            | Chokmah 2001/2002                         |
| 22. April 2002     | Hannover                     | Capitol                                                     | Deutschland            | Chokmah 2001/2002                         |
| 23. April 2002     | Erfurt                       | Thüringenhalle                                              | Deutschland            | Chokmah 2001/2002                         |
| 24. April 2002     | Kaiserslautern               | Kammgarn                                                    | Deutschland            | Chokmah 2001/2002                         |
| 26. April 2002     | Mülheim-Kärlich              | Rheinlandhalle                                              | Deutschland            | Chokmah 2001/2002                         |
| 27. April 2002     | Rastatt                      | Badnerhalle                                                 | Deutschland            | Chokmah 2001/2002                         |
| 28. April 2002     | Böblingen                    | Kongresszentrum                                             | Deutschland            | Chokmah 2001/2002                         |
| 29. April 2002     | Aalen                        | Greuthalle                                                  | Deutschland            | Chokmah 2001/2002                         |
| 30. April 2002     | Emsdetten                    | Emshalle                                                    | Deutschland            | Chokmah 2001/2002                         |
| 1. Mai 2002        | Sylt                         | 401 Flughafen                                               | Deutschland            | Chokmah 2001/2002                         |
| 15. Juni 2002      | Idstein                      | Schlossplatz                                                | Deutschland            | Chokmah 2001/2002                         |
| 21. Juni 2002      | Künzelsau                    | Würth Open Air                                              | Deutschland            | Chokmah 2001/2002                         |
| 23. Juni 2002      | Vaduz                        | Little Big One                                              | Liechtenstein          | Chokmah 2001/2002                         |
| 28. Juni 2002      | Berlin                       | Columbiahalle                                               | Deutschland            | Chokmah 2001/2002                         |
| 6. Juli 2002       | Frankfurt am Main            | Open Air                                                    | Deutschland            | Chokmah 2001/2002                         |
| 13. Juli 2002      | Wangen                       | Open Air                                                    | Deutschland            | Chokmah 2001/2002                         |
| 21. Juli 2002      | Tuttlingen                   | Ruine Honburg                                               | Deutschland            | Chokmah 2001/2002                         |
| 19. Juli 2002      | Kempten                      | Burghalde                                                   | Deutschland            | Chokmah 2001/2002                         |
| 15. August 2002    | Gelsenkirchen                | Amphitheater                                                | Deutschland            | Chokmah 2001/2002                         |
| 17. August 2002    | St. Gallen                   | Tufertschwiel                                               | Schweiz                | Chokmah 2001/2002                         |
| 23. August 2002    | Dillingen/Saar               | Eissporthalle                                               | Deutschland            | Chokmah 2001/2002                         |
| 24. August 2002    | Jülich                       | Brückenkopf Park                                            | Deutschland            | Chokmah 2001/2002                         |
| 30. August 2002    | Ansbach                      | Open Air                                                    | Deutschland            | Chokmah 2001/2002                         |
| 6. September 2002  | Mengen                       | Aplachhall                                                  | Deutschland            | Chokmah 2001/2002                         |
| 12. September 2002 | Braunschweig                 | Jolly Joker                                                 | Deutschland            | Chokmah 2001/2002                         |
| 13. September 2002 | Berlin                       | Columbiahalle                                               | Deutschland            | Chokmah 2001/2002                         |
| 14. September 2002 | Hof                          | Flughafen                                                   | Deutschland            | Chokmah 2001/2002                         |
| 18. September 2002 | Gotha                        | Stadthalle                                                  | Deutschland            | Chokmah 2001/2002                         |
| 19. September 2002 | Walldürn                     | Nibelungenhalle                                             | Deutschland            | Chokmah 2001/2002                         |
| 22. September 2002 | Hermsdorfer Kreuz            | Rock am Kreuz                                               | Deutschland            | Chokmah 2001/2002                         |
| 24. September 2002 | Münster                      | Halle Münsterland                                           | Deutschland            | Chokmah 2001/2002                         |
| 25. September 2002 | Baunatal                     | Rock am Kreuz                                               | Deutschland            | Chokmah 2001/2002                         |
| 26. September 2002 | Potsdam                      | Lindenpark                                                  | Deutschland            | Chokmah 2001/2002                         |
| 27. September 2002 | Flensburg                    | Campushalle                                                 | Deutschland            | Chokmah 2001/2002                         |
| 28. September 2002 | Ingolstadt                   | Forum                                                       | Deutschland            | Chokmah 2001/2002                         |
| 28. September 2002 | Bad Pyrmont                  | Zelt                                                        | Deutschland            | Chokmah 2001/2002                         |
| 30. September 2002 | Potsdam                      | Festsaal                                                    | Deutschland            | Chokmah 2001/2002                         |
| 1. Oktober 2002    | Mannheim                     | Capitol                                                     | Deutschland            | Chokmah 2001/2002                         |
| 5. Oktober 2002    | Herford                      | Kick                                                        | Deutschland            | Chokmah 2001/2002                         |
| 11. Oktober 2002   | Frankfurt am Main            | Jahrhunderthalle                                            | Deutschland            | Chokmah 2001/2002                         |
| 27. März 2003      | Regensburg                   | Donauhalle                                                  | Deutschland            | 20 Jahre – Nena feat. Nena Tour 2003/2004 |
| 28. März 2003      | München                      | Olympiahalle München                                        | Deutschland            | 20 Jahre – Nena feat. Nena Tour 2003/2004 |
| 29. März 2003      | Chemnitz                     | Chemnitz Arena                                              | Deutschland            | 20 Jahre – Nena feat. Nena Tour 2003/2004 |
| 30. März 2003      | Berlin                       | Velodrom                                                    | Deutschland            | 20 Jahre – Nena feat. Nena Tour 2003/2004 |
| 1. April 2003      | Stuttgart                    | Hanns-Martin-Schleyer-Halle                                 | Deutschland            | 20 Jahre – Nena feat. Nena Tour 2003/2004 |
| 2. April 2003      | Hamburg                      | Color Line Arena                                            | Deutschland            | 20 Jahre – Nena feat. Nena Tour 2003/2004 |
| 25. April 2003     | Luzern                       | Kunst- und Kongresscenter                                   | Schweiz                | 20 Jahre – Nena feat. Nena Tour 2003/2004 |
| 26. April 2003     | Luzern                       | Kunst- und Kongresscenter                                   | Schweiz                | 20 Jahre – Nena feat. Nena Tour 2003/2004 |
| 18. Mai 2003       | Schwerin                     | Antenne MV                                                  | Deutschland            | 20 Jahre – Nena feat. Nena Tour 2003/2004 |
| 20. Mai 2003       | Hannover                     | Expo Gelände                                                | Deutschland            | 20 Jahre – Nena feat. Nena Tour 2003/2004 |
| 31. Mai 2003       | Wien                         | Stadthalle                                                  | Österreich             | 20 Jahre – Nena feat. Nena Tour 2003/2004 |
| 20. Juni 2003      | Stralsund                    | Open Air                                                    | Deutschland            | 20 Jahre – Nena feat. Nena Tour 2003/2004 |
| 21. Juni 2003      | Braunschweig                 | Stadion Lions                                               | Deutschland            | 20 Jahre – Nena feat. Nena Tour 2003/2004 |
| 5. Juli 2003       | Aurich                       | Tannenhausen                                                | Deutschland            | 20 Jahre – Nena feat. Nena Tour 2003/2004 |
| 10. Juli 2003      | Altötting                    | Seefestival                                                 | Deutschland            | 20 Jahre – Nena feat. Nena Tour 2003/2004 |
| 11. Juli 2003      | Weilburg                     | Open Air                                                    | Deutschland            | 20 Jahre – Nena feat. Nena Tour 2003/2004 |
| 12. Juli 2003      | Bonn                         | Museumsplatz                                                | Deutschland            | 20 Jahre – Nena feat. Nena Tour 2003/2004 |
| 13. Juli 2003      | Fürstenfeldbruck             | Open Air                                                    | Deutschland            | 20 Jahre – Nena feat. Nena Tour 2003/2004 |
| 19. Juli 2003      | Singen                       | Hohentwielfestival                                          | Deutschland            | 20 Jahre – Nena feat. Nena Tour 2003/2004 |
| 20. Juli 2003      | Ulm                          | Münsterplatz                                                | Deutschland            | 20 Jahre – Nena feat. Nena Tour 2003/2004 |
| 21. Juli 2003      | Lörrach                      | Stimmen Festival                                            | Deutschland            | 20 Jahre – Nena feat. Nena Tour 2003/2004 |
| 24. Juli 2003      | Herford                      | Rathausplatz                                                | Deutschland            | 20 Jahre – Nena feat. Nena Tour 2003/2004 |
| 25. Juli 2003      | St. Vith                     | Alive                                                       | Belgien                | 20 Jahre – Nena feat. Nena Tour 2003/2004 |
| 26. Juli 2003      | Soltau                       | Heide Park                                                  | Deutschland            | 20 Jahre – Nena feat. Nena Tour 2003/2004 |
| 27. Juli 2003      | Dortmund                     | Westfalenpark                                               | Deutschland            | 20 Jahre – Nena feat. Nena Tour 2003/2004 |
| 21. August 2003    | Dresden                      | Filmnächte am Elbufer                                       | Deutschland            | 20 Jahre – Nena feat. Nena Tour 2003/2004 |
| 22. August 2003    | Willingen                    | Mühlenkopfschanze                                           | Deutschland            | 20 Jahre – Nena feat. Nena Tour 2003/2004 |
| 23. August 2003    | Neu-Isenburg                 | Sportpark                                                   | Deutschland            | 20 Jahre – Nena feat. Nena Tour 2003/2004 |
| 24. August 2003    | Hohenfelden                  | Stausee                                                     | Deutschland            | 20 Jahre – Nena feat. Nena Tour 2003/2004 |
| 29. August 2003    | Gräfenhainichen              | Ferropolis                                                  | Deutschland            | 20 Jahre – Nena feat. Nena Tour 2003/2004 |
| 30. August 2003    | Schweinfurt                  | Willy-Sachs-Stadion                                         | Deutschland            | 20 Jahre – Nena feat. Nena Tour 2003/2004 |
| 31. August 2003    | Deggendorf                   | Festplatz                                                   | Deutschland            | 20 Jahre – Nena feat. Nena Tour 2003/2004 |
| 5. September 2003  | St. Wendel                   | Bosenbach Stadion                                           | Deutschland            | 20 Jahre – Nena feat. Nena Tour 2003/2004 |
| 6. September 2003  | Kiel                         | Ostseehalle                                                 | Deutschland            | 20 Jahre – Nena feat. Nena Tour 2003/2004 |
| 7. September 2003  | Bonn                         | Museumsplatz                                                | Deutschland            | 20 Jahre – Nena feat. Nena Tour 2003/2004 |
| 12. September 2003 | Zürich                       | Hallenstadion                                               | Schweiz                | 20 Jahre – Nena feat. Nena Tour 2003/2004 |
| 25. September 2003 | Ludwigshafen am Rhein        | Friedrich-Ebert-Halle                                       | Deutschland            | 20 Jahre – Nena feat. Nena Tour 2003/2004 |
| 26. September 2003 | Essen                        | Grugahalle                                                  | Deutschland            | 20 Jahre – Nena feat. Nena Tour 2003/2004 |
| 27. September 2003 | Karlsruhe                    | Europahalle Karlsruhe                                       | Deutschland            | 20 Jahre – Nena feat. Nena Tour 2003/2004 |
| 21. November 2003  | Freiburg                     | Stadthalle Freiburg                                         | Deutschland            | 20 Jahre – Nena feat. Nena Tour 2003/2004 |
| 19. Dezember 2003  | Köln                         | Kölnarena                                                   | Deutschland            | 20 Jahre – Nena feat. Nena Tour 2003/2004 |
| 20. Dezember 2003  | Kempten                      | bigBOX Allgäu                                               | Deutschland            | 20 Jahre – Nena feat. Nena Tour 2003/2004 |
| 2. April 2004      | Köln                         | Hohenzollernring                                            | Deutschland            | 20 Jahre – Nena feat. Nena Tour 2003/2004 |
| 22. Mai 2004       | Berlin                       | Kindl-Bühne Wuhlheide                                       | Deutschland            | 20 Jahre – Nena feat. Nena Tour 2003/2004 |
| 19. Juni 2004      | Gronau                       | Festplatz Bürgerhalle                                       | Deutschland            | 20 Jahre – Nena feat. Nena Tour 2003/2004 |
| 24. Juni 2004      | Fulda                        | Domplatz                                                    | Deutschland            | 20 Jahre – Nena feat. Nena Tour 2003/2004 |
| 25. Juni 2004      | München                      | Tollwood-Festival                                           | Deutschland            | 20 Jahre – Nena feat. Nena Tour 2003/2004 |
| 26. Juni 2004      | Aachen                       | Katschhof Open Air                                          | Deutschland            | 20 Jahre – Nena feat. Nena Tour 2003/2004 |
| 17. Juli 2004      | Wabern bei Bern              | Gurtenfestival                                              | Schweiz                | 20 Jahre – Nena feat. Nena Tour 2003/2004 |
| 31. Juli 2004      | Berlin                       | Olympiastadion Berlin                                       | Deutschland            | 20 Jahre – Nena feat. Nena Tour 2003/2004 |
| 5. August 2004     | Bozen                        | Stadthalle                                                  | Italien                | 20 Jahre – Nena feat. Nena Tour 2003/2004 |
| 6. August 2004     | Klam                         | Brauerei Clam                                               | Österreich             | 20 Jahre – Nena feat. Nena Tour 2003/2004 |
| 7. August 2004     | Wiesen                       | Zipfer Zone Wiesen                                          | Österreich             | 20 Jahre – Nena feat. Nena Tour 2003/2004 |
| 8. August 2004     | Unterpremstätten             | Schwarzl Freizeitzentrum                                    | Österreich             | 20 Jahre – Nena feat. Nena Tour 2003/2004 |
| 14. August 2004    | Ebikon                       | Open Air                                                    | Schweiz                | 20 Jahre – Nena feat. Nena Tour 2003/2004 |
| 28. August 2004    | Wernesgrün                   | Open Air                                                    | Deutschland            | 20 Jahre – Nena feat. Nena Tour 2003/2004 |
| 4. September 2004  | Berlin                       | Museumsinsel                                                | Deutschland            | 20 Jahre – Nena feat. Nena Tour 2003/2004 |
| 2. Februar 2005    | Hamburg                      | Mandarin Kasino                                             | Deutschland            | Willst du mit mir gehn Tour 2005          |
| 7. März 2005       | Zürich                       | Pelikanplatz                                                | Schweiz                | Willst du mit mir gehn Tour 2005          |
| 28. April 2005     | Bregenz                      | Festspielhaus Bregenz                                       | Österreich             | Willst du mit mir gehn Tour 2005          |
| 29. April 2005     | Salzburg                     | Salzburgarena                                               | Österreich             | Willst du mit mir gehn Tour 2005          |
| 30. April 2005     | Bern                         | Bernarena                                                   | Schweiz                | Willst du mit mir gehn Tour 2005          |
| 29. Mai 2005       | Gelsenkirchen                | Arena AufSchalke                                            | Deutschland            | Willst du mit mir gehn Tour 2005          |
| 13. Juni 2005      | Berlin                       | SATURN Alexanderplatz                                       | Deutschland            | Willst du mit mir gehn Tour 2005          |
| 17. Juni 2005      | Oberlungwitz                 | Am Sachsenring                                              | Deutschland            | Willst du mit mir gehn Tour 2005          |
| 18. Juni 2005      | Papenburg                    | Eventgelände Meyer-Werft                                    | Deutschland            | Willst du mit mir gehn Tour 2005          |
| 19. Juni 2005      | Bad Frankenhausen/Kyffhäuser | Kyffhäuserdenkmal                                           | Deutschland            | Willst du mit mir gehn Tour 2005          |
| 23. Juni 2005      | Linz                         | Intersportarena                                             | Österreich             | Willst du mit mir gehn Tour 2005          |
| 24. Juni 2005      | Wien                         | Donauinsel                                                  | Österreich             | Willst du mit mir gehn Tour 2005          |
| 25. Juni 2005      | Frankfurt am Main            | Privatveranstaltung                                         | Deutschland            | Willst du mit mir gehn Tour 2005          |
| 26. Juni 2005      | Luxemburg                    | Letz Rock Festival                                          | Luxemburg              | Willst du mit mir gehn Tour 2005          |
| 14. Juli 2005      | Duisburg                     | MSV-Arena                                                   | Deutschland            | Willst du mit mir gehn Tour 2005          |
| 12. August 2005    | Schwäbisch Gmünd             | Schießtalplatz                                              | Deutschland            | Willst du mit mir gehn Tour 2005          |
| 13. August 2005    | Coburg                       | Schlossplatz                                                | Deutschland            | Willst du mit mir gehn Tour 2005          |
| 14. August 2005    | Frankfurt am Main            | Oderlandbrauerei                                            | Deutschland            | Willst du mit mir gehn Tour 2005          |
| 26. August 2005    | Magdeburg                    | Stadthalle Magdeburg                                        | Deutschland            | Willst du mit mir gehn Tour 2005          |
| 27. August 2005    | Ludwigslust                  | Schloss Ludwigslust                                         | Deutschland            | Willst du mit mir gehn Tour 2005          |
| 28. August 2005    | Braunschweig                 | Feldschlösschen Bühne                                       | Deutschland            | Willst du mit mir gehn Tour 2005          |
| 2. September 2005  | Mosbach                      | Landesgartenschau-Park                                      | Deutschland            | Willst du mit mir gehn Tour 2005          |
| 3. September 2005  | Nohfelden                    | Bostalsee                                                   | Deutschland            | Willst du mit mir gehn Tour 2005          |
| 23. September 2005 | Schupfart                    | Schupfart Festival 2005                                     | Schweiz                | Willst du mit mir gehn Tour 2005          |
| 14. Oktober 2005   | Bozen                        | Stadthalle                                                  | Italien                | Willst du mit mir gehn Tour 2005          |
| 15. Oktober 2005   | Innsbruck                    | Sparkassenplatz                                             | Österreich             | Willst du mit mir gehn Tour 2005          |
| 21. November 2005  | Flensburg                    | Campusallee                                                 | Deutschland            | Willst du mit mir gehn Tour 2005          |
| 22. November 2005  | München                      | Olympiahalle München                                        | Deutschland            | Willst du mit mir gehn Tour 2005          |
| 23. November 2005  | Erfurt                       | Messehalle Erfurt                                           | Deutschland            | Willst du mit mir gehn Tour 2005          |
| 24. November 2005  | Frankfurt am Main            | Festhalle                                                   | Deutschland            | Willst du mit mir gehn Tour 2005          |
| 26. November 2005  | Berlin                       | Velodrom                                                    | Deutschland            | Willst du mit mir gehn Tour 2005          |
| 27. November 2005  | Hamburg                      | Color Line Arena                                            | Deutschland            | Willst du mit mir gehn Tour 2005          |
| 29. November 2005  | Hannover                     | AWD-Halle                                                   | Deutschland            | Willst du mit mir gehn Tour 2005          |
| 30. November 2005  | Köln                         | Kölnarena                                                   | Deutschland            | Willst du mit mir gehn Tour 2005          |
| 1. Dezember 2005   | Leipzig                      | Arena Leipzig                                               | Deutschland            | Willst du mit mir gehn Tour 2005          |
| 3. Dezember 2005   | Stuttgart                    | Hanns-Martin-Schleyer-Halle                                 | Deutschland            | Willst du mit mir gehn Tour 2005          |
| 5. Dezember 2005   | Wien                         | Stadthalle                                                  | Österreich             | Willst du mit mir gehn Tour 2005          |
| 7. Dezember 2005   | Zürich                       | Hallenstadion                                               | Schweiz                | Willst du mit mir gehn Tour 2005          |
| 18. März 2006      | Haus                         | Zielstation                                                 | Österreich             | Tour 2006                                 |
| 19. März 2006      | Bad Zell                     | Rosenalm                                                    | Österreich             | Tour 2006                                 |
| 16. Juni 2006      | Gleisdorf                    | Fussballplatz                                               | Österreich             | Tour 2006                                 |
| 17. Juni 2006      | Parndorf                     | Sportplatz                                                  | Österreich             | Tour 2006                                 |
| 6. Juli 2006       | Herford                      | Rathausplatz                                                | Deutschland            | Tour 2006                                 |
| 18. August 2006    | Hamburg                      | Stadtpark Hamburg                                           | Deutschland            | Tour 2006                                 |
| 25. August 2006    | Kleinheubach                 | Schlossplatz                                                | Deutschland            | Tour 2006                                 |
| 26. August 2006    | Gelsenkirchen                | Amphitheater                                                | Deutschland            | Tour 2006                                 |
| 27. August 2006    | Berlin                       | Open Air                                                    | Deutschland            | Tour 2006                                 |
| 1. September 2006  | Salem                        | Schloss Salem                                               | Deutschland            | Tour 2006                                 |
| 2. September 2006  | Schwalmstadt                 | Open Air                                                    | Deutschland            | Tour 2006                                 |
| 3. September 2006  | Dresden                      | Filmnächte am Elbufer                                       | Deutschland            | Tour 2006                                 |
| 16. Juni 2007      | Saarbrücken                  | Open Air                                                    | Deutschland            | Tour 2007                                 |
| 16. Juni 2007      | Esbjerg                      | Rock Festival                                               | Dänemark               | Tour 2007                                 |
| 7. Juli 2007       | Soltau                       | Heidepark                                                   | Deutschland            | Tour 2007                                 |
| 13. Juli 2007      | Herbriggen                   | Raiffeisen Open Air                                         | Schweiz                | Tour 2007                                 |
| 4. August 2007     | Jonswill                     | Summerdays Festival                                         | Schweiz                | Tour 2007                                 |
| 18. August 2007    | Hagen                        | Seegeflüster                                                | Deutschland            | Tour 2007                                 |
| 19. August 2007    | Schwetzingen                 | Schloss Schwetzingen                                        | Deutschland            | Tour 2007                                 |
| 23. August 2007    | Krems                        | Ausportplatz                                                | Österreich             | Tour 2007                                 |
| 25. August 2007    | Siegen                       | Siegerlandhalle                                             | Deutschland            | Tour 2007                                 |
| 15. September 2007 | Worth                        | Daimler Werk                                                | Deutschland            | Tour 2007                                 |
| 3. Mai 2008        | Wien                         | Heldenplatz                                                 | Österreich             | Tour 2008                                 |
| 31. Mai 2008       | Konstanz                     | Zeltfestival                                                | Deutschland            | Tour 2008                                 |
| 13. Juli 2008      | Ingolstadt                   | Audi Shooting Star Festival                                 | Deutschland            | Tour 2008                                 |
| 18. Juli 2008      | Abenberg                     | Burg Abenberg Feuertanzfestival                             | Deutschland            | Tour 2008                                 |
| 8. August 2008     | Berlin                       | Zitadelle Spandau                                           | Deutschland            | Tour 2008                                 |
| 9. August 2008     | Ahlbeck                      | Usedom Rock Festival                                        | Deutschland            | Tour 2008                                 |
| 22. August 2008    | Wolpertshausen               | Rock for Nature                                             | Deutschland            | Tour 2008                                 |
| 23. August 2008    | Weeze                        | Haus Freudenberg                                            | Deutschland            | Tour 2008                                 |
| 30. August 2008    | Winsen                       | Eckermannplatz                                              | Deutschland            | Tour 2008                                 |
| 31. August 2008    | Bonn                         | Museumsmeile                                                | Deutschland            | Tour 2008                                 |
| 6. September 2008  | Recklinghausen               | Paulaner Club                                               | Deutschland            | Tour 2008                                 |
| 18. Oktober 2008   | Köln                         | Lanxess Arena                                               | Deutschland            | Tour 2008                                 |
| 27. Juni 2009      | St. Martin                   | Marktplatz                                                  | Österreich             | Tour 2009                                 |
| 11. Juli 2009      | Friedrichshafen              | Privatveranstaltung                                         | Deutschland            | Tour 2009                                 |
| 5. September 2009  | Duderstadt                   | Eichsfeld Festival                                          | Deutschland            | Tour 2009                                 |
| 23. November 2009  | Berlin                       | Huxleys Neue Welt                                           | Deutschland            | Tour 2009                                 |
| 8. April 2010      | Braunschweig                 | Volkswagen Halle Braunschweig                               | Deutschland            | Made in Germany Tour 2010                 |
| 9. April 2010      | Stuttgart                    | Hanns-Martin-Schleyer-Halle                                 | Deutschland            | Made in Germany Tour 2010                 |
| 11. April 2010     | Wien                         | Wiener Stadthalle                                           | Österreich             | Made in Germany Tour 2010                 |
| 12. April 2010     | München                      | Olympiahalle München                                        | Deutschland            | Made in Germany Tour 2010                 |
| 14. April 2010     | Köln                         | Lanxess Arena                                               | Deutschland            | Made in Germany Tour 2010                 |
| 17. April 2010     | Oldenburg                    | Weser-Ems-Halle                                             | Deutschland            | Made in Germany Tour 2010                 |
| 16. April 2010     | Bamberg                      | Brose Arena                                                 | Deutschland            | Made in Germany Tour 2010                 |
| 18. April 2010     | Zürich                       | Hallenstadion                                               | Schweiz                | Made in Germany Tour 2010                 |
| 20. April 2010     | Leipzig                      | Arena Leipzig                                               | Deutschland            | Made in Germany Tour 2010                 |
| 21. April 2010     | Frankfurt am Main            | Festhalle                                                   | Deutschland            | Made in Germany Tour 2010                 |
| 22. April 2010     | Hamburg                      | Color Line Arena                                            | Deutschland            | Made in Germany Tour 2010                 |
| 24. April 2010     | Berlin                       | O2 World Berlin                                             | Deutschland            | Made in Germany Tour 2010                 |
| 27. April 2010     | St. Vith                     | Triangel                                                    | Belgien                | Made in Germany Tour 2010                 |
| 27. April 2010     | Eupen                        | Capitol                                                     | Belgien                | Made in Germany Tour 2010                 |
| 28. April 2010     | Esch-sur-Alzette             | Rockhal                                                     | Luxemburg              | Made in Germany Tour 2010                 |
| 1. Mai 2010        | Amsterdam                    | Paradisio                                                   | Niederlande            | Made in Germany Tour 2010                 |
| 3. Mai 2010        | London                       | Garage                                                      | Vereinigtes Königreich | Made in Germany Tour 2010                 |
| 15. Mai 2010       | München                      | Theresienwiese                                              | Deutschland            | Made in Germany Tour 2010                 |
| 4. Juni 2010       | Worms                        | Worms: Jazz and Joy Festival                                | Deutschland            | Made in Germany Tour 2010                 |
| 5. Juni 2010       | Schwerin                     | NDR Sommerfest                                              | Deutschland            | Made in Germany Tour 2010                 |
| 12. Juni 2010      | Emmen                        | Retropop Festival                                           | Niederlande            | Made in Germany Tour 2010                 |
| 19. Juni 2010      | Jena                         | Ernst-Abbe-Platz                                            | Deutschland            | Made in Germany Tour 2010                 |
| 26. Juni 2010      | Kiel                         | Kieler Woche                                                | Deutschland            | Made in Germany Tour 2010                 |
| 27. Juni 2010      | Den Haag                     | Parkpop                                                     | Niederlande            | Made in Germany Tour 2010                 |
| 4. Juli 2010       | Potsdam                      | Stadtwerke Festival                                         | Deutschland            | Made in Germany Tour 2010                 |
| 17. Juli 2010      | Wolfsburg                    | Allerpark                                                   | Deutschland            | Made in Germany Tour 2010                 |
| 23. Juli 2010      | Parsdorf                     | Segmüller                                                   | Deutschland            | Made in Germany Tour 2010                 |
| 24. Juli 2010      | Bruneck                      | Open Air                                                    | Italien                | Made in Germany Tour 2010                 |
| 30. Juli 2010      | Kapfenberg                   | Hauptplatz                                                  | Österreich             | Made in Germany Tour 2010                 |
| 31. Juli 2010      | Kössen-Walchsee              | Skaterplatz                                                 | Österreich             | Made in Germany Tour 2010                 |
| 13. August 2010    | Velden                       | Kurpark                                                     | Österreich             | Made in Germany Tour 2010                 |
| 14. August 2010    | Eisenstadt                   | Schlosspark                                                 | Österreich             | Made in Germany Tour 2010                 |
| 17. August 2010    | Neuwied-Engers               | Schloss Engers                                              | Deutschland            | Made in Germany Tour 2010                 |
| 21. August 2010    | Berlin                       | Kindl-Bühne Wuhlheide                                       | Deutschland            | Made in Germany Tour 2010                 |
| 28. August 2010    | Hamburg                      | Beimoor Süd                                                 | Deutschland            | Made in Germany Tour 2010                 |
| 3. September 2010  | Bonn                         | Privatveranstaltung                                         | Deutschland            | Made in Germany Tour 2010                 |
| 4. September 2010  | Nettetal                     | Open-Air                                                    | Deutschland            | Made in Germany Tour 2010                 |
| 2. Oktober 2010    | Bremen                       | Schwimmbühne                                                | Deutschland            | Made in Germany Tour 2010                 |
| 30. Oktober 2010   | Düsseldorf                   | Privatveranstaltung                                         | Deutschland            | Made in Germany Tour 2010                 |
| 27. November 2010  | Frankfurt am Main            | Alte Oper (unplugged)                                       | Deutschland            | Made in Germany Tour 2010                 |
| 10. Dezember 2010  | Kerkrade                     | Retropop Festival                                           | Niederlande            | Made in Germany Tour 2010                 |
| 11. Dezember 2010  | Luzern                       | Horwerhalle                                                 | Schweiz                | Made in Germany Tour 2010                 |
| 17. Dezember 2010  | Saalbach                     | Unterschwarzachwiese                                        | Österreich             | Made in Germany Tour 2010                 |
| 14. Januar 2011    | Kempten                      | bigBOX Allgäu                                               | Deutschland            | Tour 2011                                 |
| 15. Januar 2011    | Aschaffenburg                | Arena                                                       | Deutschland            | Tour 2011                                 |
| 17. Januar 2011    | Rostock                      | Stadthalle Rostock                                          | Deutschland            | Tour 2011                                 |
| 18. Januar 2011    | Magdeburg                    | Stadthalle Magdeburg                                        | Deutschland            | Tour 2011                                 |
| 20. Januar 2011    | Zwickau                      | Stadthalle Zwickau                                          | Deutschland            | Tour 2011                                 |
| 21. Januar 2011    | Dresden                      | Messehalle                                                  | Deutschland            | Tour 2011                                 |
| 22. Januar 2011    | Regensburg                   | Donau-Arena                                                 | Deutschland            | Tour 2011                                 |
| 2. April 2011      | Ludwigsburg                  | Arena Ludwigsburg                                           | Deutschland            | Tour 2011                                 |
| 6. Mai 2011        | Gera                         | Sound Days                                                  | Deutschland            | Tour 2011                                 |
| 14. Mai 2011       | Bad Segeberg                 | Freilichtbühne                                              | Deutschland            | Tour 2011                                 |
| 11. Juni 2011      | Wiener Neustadt              | Arena Nova                                                  | Österreich             | Tour 2011                                 |
| 12. Juni 2011      | Recklinghausen               | Ruhrfestspiele                                              | Deutschland            | Tour 2011                                 |
| 18. Juni 2011      | Neuhardenberg                | Schloss Neuhardenberg                                       | Deutschland            | Tour 2011                                 |
| 9. Juli 2011       | Gotha                        | Schlosshof                                                  | Deutschland            | Tour 2011                                 |
| 30. Juli 2011      | Soest                        | ADAM 2011                                                   | Deutschland            | Tour 2011                                 |
| 1. August 2011     | Sylt                         | Flughafen Sylt                                              | Deutschland            | Tour 2011                                 |
| 30. Oktober 2011   | Bad Buchau                   | Bittelwiesen                                                | Deutschland            | Tour 2011                                 |
| 6. Februar 2012    | Lenk                         | Theaterzelt                                                 | Schweiz                | Tour 2012                                 |
| 7. Februar 2012    | Lenk                         | Theaterzelt                                                 | Schweiz                | Tour 2012                                 |
| 16. April 2012     | Neu-Ulm                      | Ratiopharm Arena                                            | Deutschland            | Live & Akustisch Tour 2012                |
| 17. April 2012     | Landshut                     | Sparkassen-Arena Landshut                                   | Deutschland            | Live & Akustisch Tour 2012                |
| 19. April 2012     | Zürich                       | Kongresshaus                                                | Schweiz                | Live & Akustisch Tour 2012                |
| 20. April 2012     | Bamberg                      | Stechert Arena                                              | Deutschland            | Live & Akustisch Tour 2012                |
| 22. April 2012     | Berlin                       | Tempodrom                                                   | Deutschland            | Live & Akustisch Tour 2012                |
| 23. April 2012     | Frankfurt am Main            | Alte Oper                                                   | Deutschland            | Live & Akustisch Tour 2012                |
| 24. April 2012     | Freiburg                     | Rothaus Arena                                               | Deutschland            | Live & Akustisch Tour 2012                |
| 26. April 2012     | Braunschweig                 | Stadthalle Braunschweig                                     | Deutschland            | Live & Akustisch Tour 2012                |
| 27. April 2012     | Düsseldorf                   | Mitsubishi Electric Halle                                   | Deutschland            | Live & Akustisch Tour 2012                |
| 29. April 2012     | Chemnitz                     | Stadthalle, Großer Saal                                     | Deutschland            | Live & Akustisch Tour 2012                |
| 8. August 2012     | Zofingen                     | Magic Night                                                 | Schweiz                | Tour 2012                                 |
| 10. August 2012    | Mainz                        | RLP                                                         | Deutschland            | Tour 2012                                 |
| 17. August 2012    | Bad Bergzabern               | Musiktage                                                   | Deutschland            | Tour 2012                                 |
| 24. August 2012    | Lübz                         | NDR Sommertour                                              | Deutschland            | Tour 2012                                 |
| 10. November 2012  | Augsburg                     | Kongress am Park (Presseball)                               | Deutschland            | Tour 2012                                 |
| 15. Januar 2013    | Berlin                       | Fashion Week                                                | Deutschland            | Tour 2013                                 |
| 6. Februar 2013    | München                      | Privatveranstaltung                                         | Deutschland            | Tour 2013                                 |
| 16. Februar 2013   | Köln                         | Privatveranstaltung                                         | Deutschland            | Tour 2013                                 |
| 22. März 2013      | Stuttgart                    | Music Night                                                 | Deutschland            | Tour 2013                                 |
| 23. März 2013      | Stuttgart                    | Music Night                                                 | Deutschland            | Tour 2013                                 |
| 17. Mai 2013       | Wittenberge                  | Elblandbühne                                                | Deutschland            | Tour 2013                                 |
| 19. Mai 2013       | Gmunden                      | Stadtfest                                                   | Österreich             | Tour 2013                                 |
| 25. Mai 2013       | Frankfurt am Main            | Wolkenkratzer-Festival                                      | Deutschland            | Tour 2013                                 |
| 14. Juni 2013      | Brandenburg an der Havel     | 50. Havelfest StWB-Bühne am Heinrich Heine Ufer             | Deutschland            | Tour 2013                                 |
| 29. Juni 2013      | Gießen                       | SWG-Benefizkonzert Betriebsgelände der Stadtwerke Gießen AG | Deutschland            | Tour 2013                                 |
| 30. Juni 2013      | Kiel                         | Kieler Woche                                                | Deutschland            | Tour 2013                                 |
| 6. Juli 2013       | Köln                         | E-Werk                                                      | Deutschland            | Tour 2013                                 |
| 12. Juli 2013      | Nürburgring                  | Truck-Grand-Prix 2013                                       | Deutschland            | Tour 2013                                 |
| 13. Juli 2013      | Vechta                       | Stoppelmarkt                                                | Deutschland            | Tour 2013                                 |
| 17. Juli 2013      | Zürich                       | Dolder                                                      | Schweiz                | Tour 2013                                 |
| 19. Juli 2013      | Weil im Schönbuch            | Kultursommer 2013 Marktplatz                                | Deutschland            | Tour 2013                                 |
| 20. Juli 2013      | Bad Schallerbach             | Radio Oberösterreich Sommer-Open Air                        | Österreich             | Tour 2013                                 |
| 26. Juli 2013      | Frankfurt am Main            | Parktheater                                                 | Deutschland            | Tour 2013                                 |
| 27. Juli 2013      | München                      | Münchner Sommernachtstraum Olympiapark                      | Deutschland            | Tour 2013                                 |
| 3. August 2013     | Mondsee                      | Seepromenade Mondsee                                        | Österreich             | Tour 2013                                 |
| 7. August 2013     | Konstanz                     | Konstanzer Sommernächte                                     | Deutschland            | Tour 2013                                 |
| 16. August 2013    | Norderney                    | Summertime Arena                                            | Deutschland            | Tour 2013                                 |
| 17. August 2013    | Berlin                       | Brandenburger Tor                                           | Deutschland            | Tour 2013                                 |
| 24. August 2013    | Rehna                        | Reitplatz                                                   | Deutschland            | Tour 2013                                 |
| 28. Dezember 2013  | Bremerhaven                  | Stadthalle Bremerhaven                                      | Deutschland            | Tour 2013                                 |
| 30. Dezember 2013  | Rostock                      | Stadthalle Rostock                                          | Deutschland            | Tour 2013                                 |
| 5. Juni 2014       | Odense                       | Den Fynske Landsby                                          | Dänemark               | Tour 2014                                 |
| 5. Juni 2014       | Wolfhagen                    | Kulturzelt                                                  | Deutschland            | Tour 2014                                 |
| 14. Juni 2014      | Kufstein                     | Unlimited Festival                                          | Österreich             | Tour 2014                                 |
| 11. Juli 2014      | Graz                         | Freiluftarena B                                             | Österreich             | Tour 2014                                 |
| 11. Juli 2014      | Basel                        | Summerstage, Park im Grünen                                 | Schweiz                | Tour 2014                                 |
| 14. Juli 2014      | Dornbirn                     | Dornbirner Messe GmbH, Messeplatz                           | Österreich             | Tour 2014                                 |
| 19. Juli 2014      | Berlin                       | Berliner Rundfunk Open Air, Kindl-Bühne Wuhlheide           | Deutschland            | Tour 2014                                 |
| 20. Juli 2014      | Obernburg am Main            | 1. Mamuku, Festplatz                                        | Deutschland            | Tour 2014                                 |
| 24. Juli 2014      | Rottweil                     | 26. Rottweiler Ferienzauber                                 | Deutschland            | Tour 2014                                 |
| 25. Juli 2014      | Regensburg                   | Fürstliches Schloss St. Emmeram, Innenhof                   | Deutschland            | Tour 2014                                 |
| 26. Juni 2014      | Sankt Goarshausen            | Freilichtbühne Loreley                                      | Deutschland            | Tour 2014                                 |
| 2. August 2014     | Saarbrücken                  | Saar-Spektakel, Tbilisser Platz                             | Deutschland            | Tour 2014                                 |
| 27. August 2014    | Paderborn                    | Tanzbrunnen Großflohmarktgelände Schloß Neuhaus             | Deutschland            | Tour 2014                                 |
| 28. August 2014    | Köln                         | Tanzbrunnen                                                 | Deutschland            | Tour 2014                                 |
| 5. September 2014  | Zwickau                      | Freilichtbühne                                              | Deutschland            | Tour 2014                                 |
| 6. September 2014  | Hamburg                      | Stadtpark Hamburg                                           | Deutschland            | Tour 2014                                 |
| 10. Oktober 2014   | Leipzig                      | Arena Leipzig                                               | Deutschland            | Tour 2014                                 |
| 11. Oktober 2014   | Erfurt                       | Messehalle Erfurt                                           | Deutschland            | Tour 2014                                 |
| 13. Dezember 2014  | Saasveld                     | Festivaltent Saasveld                                       | Niederlande            | Tour 2014                                 |
| 4. März 2015       | Berlin                       | SO 36                                                       | Deutschland            | Oldschool clubtour 2015                   |
| 6. März 2005       | Luxemburg                    | Letz Rock Festival                                          | Luxemburg              | Oldschool clubtour 2015                   |
| 7. März 2015       | Hagen                        | Kulturzentrum Pelmke e. V.                                  | Deutschland            | Oldschool clubtour 2015                   |
| 9. März 2015       | Braunschweig                 | Meier Music Hall                                            | Deutschland            | Oldschool clubtour 2015                   |
| 10. März 2015      | Bremen                       | Modernes                                                    | Deutschland            | Oldschool clubtour 2015                   |
| 11. März 2015      | Frankfurt am Main            | Batschkapp                                                  | Deutschland            | Oldschool clubtour 2015                   |
| 13. März 2015      | Basel                        | Rhypark Club                                                | Schweiz                | Oldschool clubtour 2015                   |
| 14. März 2015      | Zürich                       | Kaufleuten Club                                             | Schweiz                | Oldschool clubtour 2015                   |
| 15. März 2015      | München                      | Technikum Kultfabrik                                        | Deutschland            | Oldschool clubtour 2015                   |
| 17. März 2015      | Wolfhagen                    | Kulturstadthalle Wolfhagen                                  | Deutschland            | Oldschool clubtour 2015                   |
| 18. März 2015      | Würzburg                     | Posthalle                                                   | Deutschland            | Oldschool clubtour 2015                   |
| 20. März 2015      | Stuttgart                    | Wagenhallen                                                 | Deutschland            | Oldschool clubtour 2015                   |
| 21. März 2015      | Erfurt                       | Stadtgarten Erfurt                                          | Deutschland            | Oldschool clubtour 2015                   |
| 22. März 2015      | Wien                         | Arena Club                                                  | Österreich             | Oldschool clubtour 2015                   |
| 24. März 2015      | Hamburg                      | Mojo Club                                                   | Deutschland            | Oldschool clubtour 2015                   |
| 8. Mai 2015        | Linz                         | TipsArena                                                   | Österreich             | Tour 2015                                 |
| 23. Mai 2015       | Villingen-Schwenningen       | Helios-Arena                                                | Deutschland            | Tour 2015                                 |
| 2. Juli 2015       | Görlitz                      | Freiheitshalle                                              | Deutschland            | Tour 2015                                 |
| 3. Juli 2015       | Hof                          | Freiheitshalle Hof                                          | Deutschland            | Tour 2015                                 |
| 4. Juli 2015       | Schwerin                     | Freilichtbühne Schlossgarten                                | Deutschland            | Tour 2015                                 |
| 12. Juli 2015      | Schopfheim                   | Marktplatz Sommersound Open Air 2015                        | Deutschland            | Tour 2015                                 |
| 9. August 2015     | Bredene                      | Nostalgie Beach Festival 2015                               | Belgien                | Tour 2015                                 |
| 29. August 2015    | Halle in Westfalen           | Gerry-Weber-Stadion                                         | Deutschland            | Tour 2015                                 |
| 9. Oktober 2015    | Chemnitz                     | Stadthalle Chemnitz                                         | Deutschland            | Tour 2015                                 |
| 10. Oktober 2015   | Magdeburg                    | Stadthalle Magdeburg                                        | Deutschland            | Tour 2015                                 |

### Konzerte als Vorband
| Datum              | Stadt       | Veranstaltungsort                                  | Land        | Veranstaltung                        |
| ------------------ | ----------- | -------------------------------------------------- | ----------- | ------------------------------------ |
| 4. Juli 1998       | Hameln      | Weser-Bergland Stadion                             | Deutschland | Tour 1998 (Pur)                      |
| 11. Juli 1998      | Stuttgart   | Gottlieb-Daimler Stadion                           | Deutschland | Tour 1998 (Pur)                      |
| 18. Juli 1998      | Hamburg     | Trabrennbahn am Volkspark                          | Deutschland | Tour 1998 (Pur)                      |
| 22. Juli 1998      | Berlin      | Berliner Waldbühne                                 | Deutschland | Tour 1998 (Pur)                      |
| 1. August 1998     | Schweinfurt | Willy-Sachs-Stadion                                | Deutschland | Tour 1998 (Pur)                      |
| 21. August 1998    | Düsseldorf  | Rheinstadion                                       | Deutschland | Tour 1998 (Pur)                      |
| 22. August 1998    | Düsseldorf  | Rheinstadion                                       | Deutschland | Tour 1998 (Pur)                      |
| 12. September 2013 | Stuttgart   | Messe Stuttgart (Flughafen), Halle 1 Messepiazza 1 | Deutschland | Tour 2013 (Xavier Naidoo & Quartett) |